# Mulheres em Angola
As mulheres de Angola são cerca de 15,568,315 (2018) mulheres e representam 50.5% (2018) da população de Angola.

## Evolução histórica da figura feminina e construção do estado de direitos das mulheres

#### Organização da Mulher Angolana(OMA)
A OMA oferece oportunidades para as mulheres angolanas realizarem seus projetos e desempenharem um papel importante, não só como mães, mas também protagonistas no progresso da sociedade, esta organização é ativa nas campanhas contra a violência contra as mulheres, e em todas as atividades relativas à consciencialização da população e aos serviços rurais vis-à-vis os direitos das mulheres.

#### Comité de Apoio à Mulher Rural (CAMUR)
Fundada em 1992, após a Declaração de Genebra sobre o Progresso Económico das Mulheres Camponesas, esta organização elabora projectos para garantir a segurança alimentar, programas de micro-crédito, saúde, alfabetização e formação profissional.
Na Angola rural, como em muitas economias africanas, a maioria da população se dedicava a atividades agrícolas. As mulheres realizavam grande parte do trabalho agrícola. O casamento geralmente envolvia interesses familiares, políticos e econômicos, bem como considerações e ganhos pessoais. A família era a unidade de produção mais importante e geralmente era composta por várias gerações. As mulheres cultivavam e preparavam a maior parte da comida para a família e realizavam todo o outro trabalho doméstico. Por causa de seu papel principal na produção de alimentos, as mulheres compartilhavam um estatuto relativamente igual aos homens, que passavam grande parte do tempo caçando ou cuidando do gado.
Na Guerra de Independência Angolana as mulheres desempenharam papel importantíssimo nas fileiras dos movimentos nacionalistas, tendo especial destaque no Movimento Popular de Libertação de Angola (MPLA). Neste partido, e em suas organizações de base, às mulheres foram atribuídos papeis de liderança desde a sua fundação, como foi o caso de Deolinda Rodrigues e Mariana Manana, que ocuparam posições de enorme destaque desde o início da agremiação, bem como figuras como Engrácia Cabenha, Luzia Inglês Van-Dúnem e Maria de Jesus dos Reis Ferreira, que tornaram-se comandantes militares na luta armada nacionalista. No pós-independência, nas décadas de 1970 e 1980, a participação feminina na política possuía certo protagonismo no âmbito social, com Maria Vahekeni, Rodeth Gil e Ruth Neto, esta última sendo alçada à uma figura intelectual de grande relevo para o país. Ainda no período 1960-1980, a mulheres tiveram papel importante na mobilização política no campo artístico e cultural, com nomes como Alda Lara, Chó do Guri, Maria Eugénia Neto, Rosária da Silva, Guida Chipenda, Ruth Lara, Irene Guerra Marques, Belita Palma e Amélia Mingas colaborando na construção da identidade nacional angolana através da literatura, do teatro e da música. Porém foi a partir da década de 1990 que as mulheres tiveram maior participação política e na vida social angolana, com a ascenção de políticas como Anália de Victória Pereira, Florbela Malaquias, Luísa Damião, Arlete Chimbinda e Esperança da Costa, de empresárias e mulheres de negócios como Albina Africano, Maria Mambo Café, Yolanda Tati e Isabel dos Santos, de artistas e figuras públicas como Irina Vasconcelos, Leila Lopes, Mel Gamboa e Helena Moreno e na ciência como Laurinda Hoygaard, Filomena Telo Delgado, Sílvia Lutucuta e Maria do Rosário Sambo.
Em setembro de 2007, Angola ratificou o Carta Africana dos Direitos Humanos e dos Povos sobre os Direitos das Mulheres na África, mais conhecido como "Protocolo de Maputo". Esse mecanismo de direitos humanos garante uma ampla gama de direitos para as mulheres e pede o fim da violência e discriminação de gênero contra as mulheres, desde a sua ratificação, os grupos de mulheres e organizações locais em Angola têm trabalhado arduamente para tornar os direitos consagrados no Protocolo de Maputo uma realidade para as mulheres angolanas.

## Trabalho
A mulher angolana já ocupa lugar de destaque na sociedade, apesar dos grandes desafios. As mulheres estão em cargos de tomada de decisão, de liderança nas organizações da sociedade civil, nas empresas e no setor informal.

## Política
Antes da independência, a Organização da Mulher Angolana (OMA) foi fundamental na mobilização de apoio político ao MPLA entre milhares de refugiados angolanos. Após a independência de Angola, a participação das mulheres no governo aumentou relativamente, porém não na mesma velocidade em outros países com ambientes políticos semelhantes. Porém, as políticas favoráveis às mulheres foram muito alargadas desde a década de 1980. Conforme declarado no Projeto de Cota de 2012, a Assembléia Nacional consistia em 35% de mulheres, e o número de juízes do Tribunal Constitucional de Angola era de 4 em 11.
Outro programa criado pelo governo angolano para alargar a participação feminina foi o Ministério da Acção Social, Família e Promoção da Mulher, pasta ministerial que melhorou a organização das questões das mulheres da agenda política. No entanto, mesmo com novos programas como esses, foram lentos os progressos feito para institucionalizar programas adequados para reformar questões como participação política e conscientização sobre gravidez. Embora mulheres já tenham ocupado cargos de primeiro escalão no governo angolano, como os Ministérios de Estado, foi somente com Vera Daves, que ocupa o cargo de Ministra das Finanças de Angola desde 2019, que uma figura feminina passou a controlar a principal pasta ministerial do Estado angolano.
Porém, considera-se que a mídia angolana é culpada pelos papéis estereotipados de gênero presentes na Angola atual. Um exemplo disso pode ser encontrado no programa altamente divulgado Miss Angola, endossado por muitas províncias de Angola que gastam grandes somas de dinheiro promovendo o evento.

## Saúde
Angola tem uma alta taxa de mortalidade por câncer de mama, atribuída à falta de conhecimento dos sintomas que leva a um diagnóstico tardio. Em uma pesquisa com 595 estudantes na universidade, cerca de 65% não estavam cientes de que o câncer de mama era um dos cânceres mais mortais da África Subsaariana e menos de 35% sabiam que também poderia afetar os homens. Desde 2012 tem sido feito progresso no uso das instituições de ensino e das redes populares de mídia social para ensinar aos alunos sobre conscientização e auto-exame, com os quais os alunos também admitiram não estar familiarizados.
Em 2017, uma manifestação das mulheres exigiu a despenalização do aborto em Angola e protestou contra a lei que poderá criminalizar totalmente a prática no país. Até então, o Código Penal de Angola autorizava o aborto em casos específicos, como o perigo de vida da mãe, inviabilidade do feto e violação que resultasse em gravidez. Em 24 de janeiro de 2019, o Parlamento de Angola aprovou um novo Código Penal, sem alterações na questão do aborto. A discussão sobre o aborto foi uma das mais polêmicas e fez com que o Código Penal não fosse aprovado na legislatura anterior, que terminou em 2017, por um bloqueio da maior força de oposição, o partido conservador União Nacional para a Independência Total de Angola (UNITA); por fim, ficou decidido que o novo marco legal penalizará de dois a oito anos de prisão quando o aborto for praticado fora dos casos contemplados: perigo para a vida ou saúde da mãe ou do feto, e por estupro; em algumas versões anteriores do projeto de lei, se chegou a contemplar o aborto livre até as dez semanas de gestação.

## Galeria

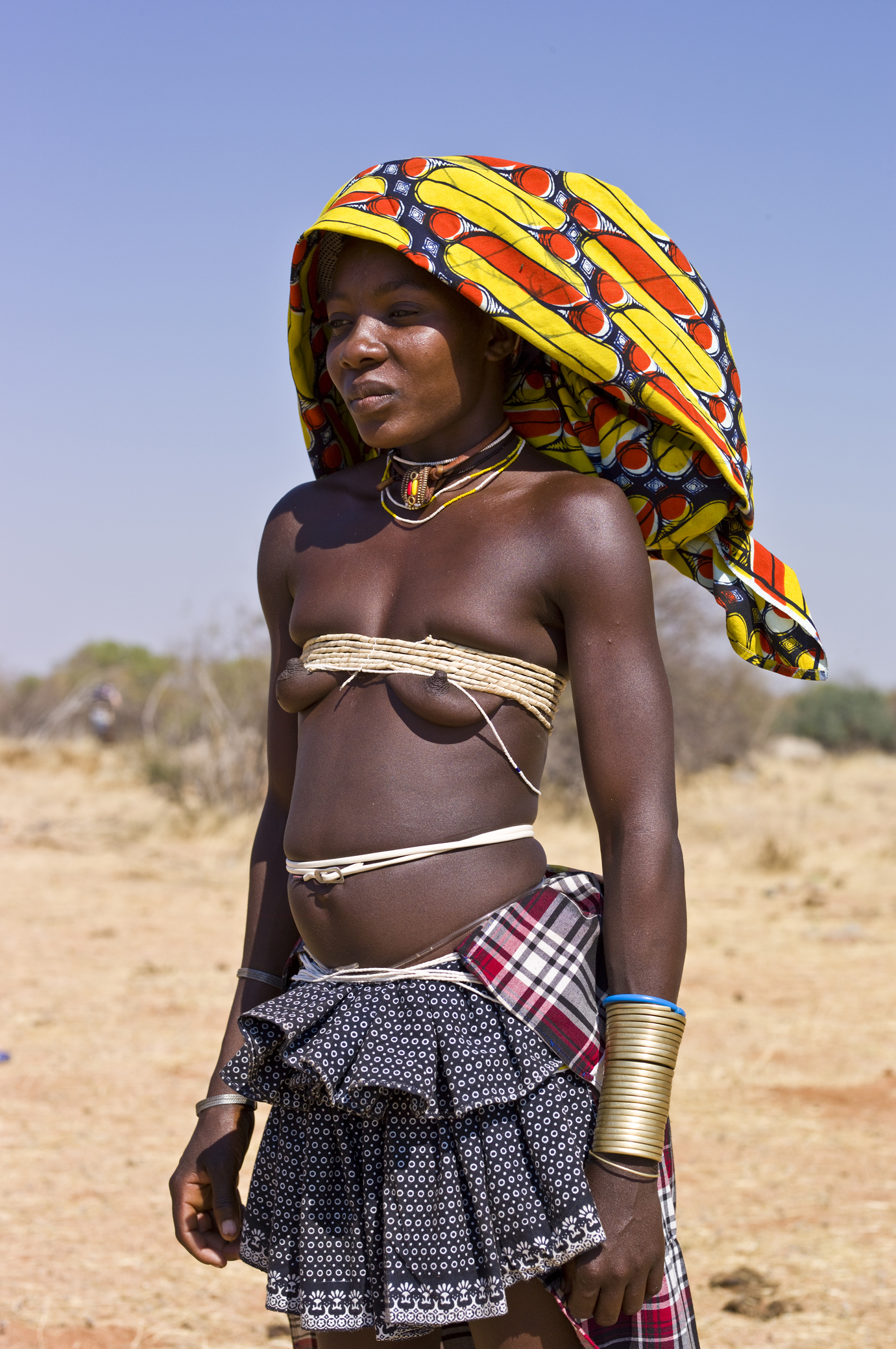
Mulher mucubal
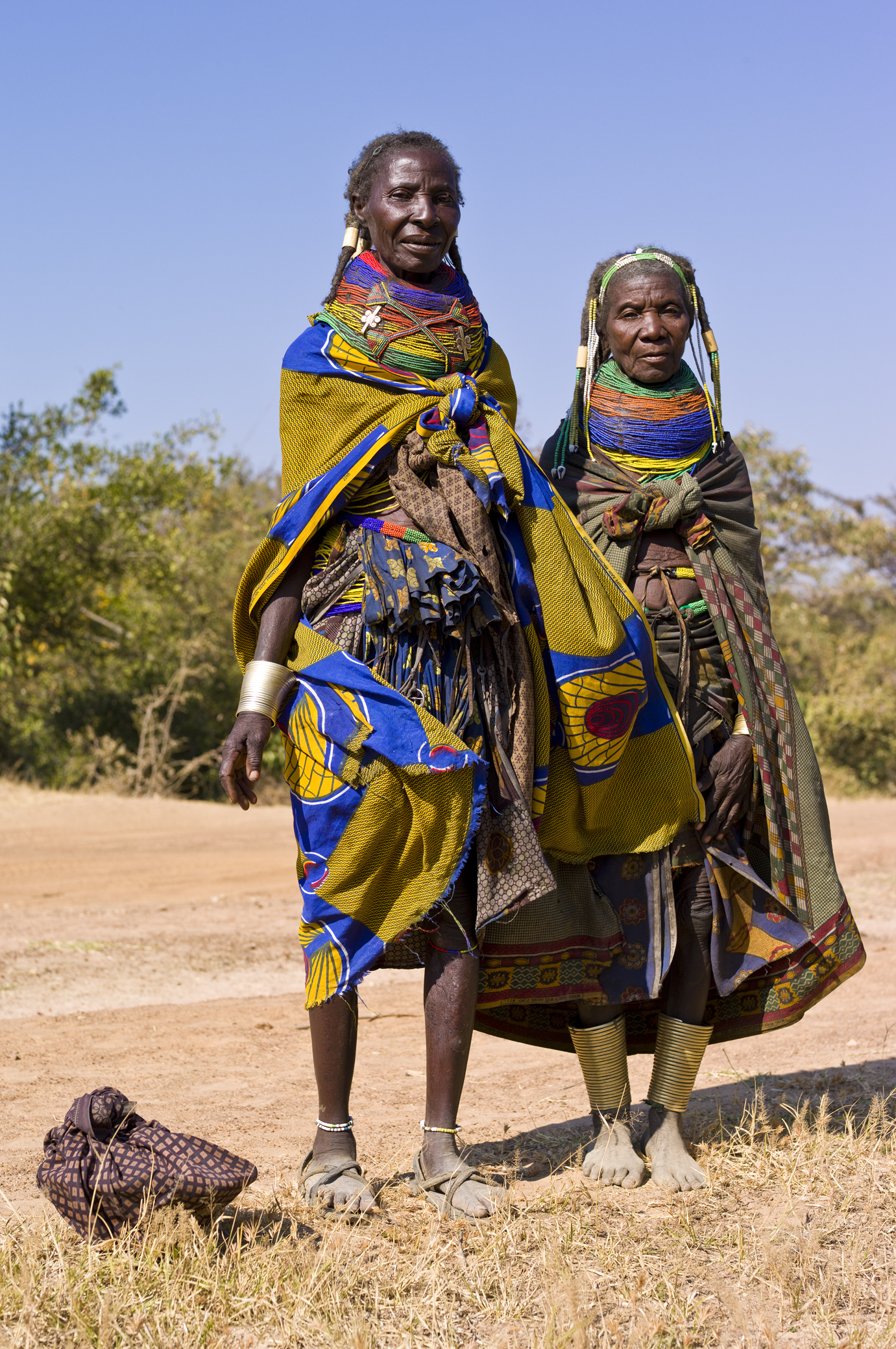
Mulheres mumuilas
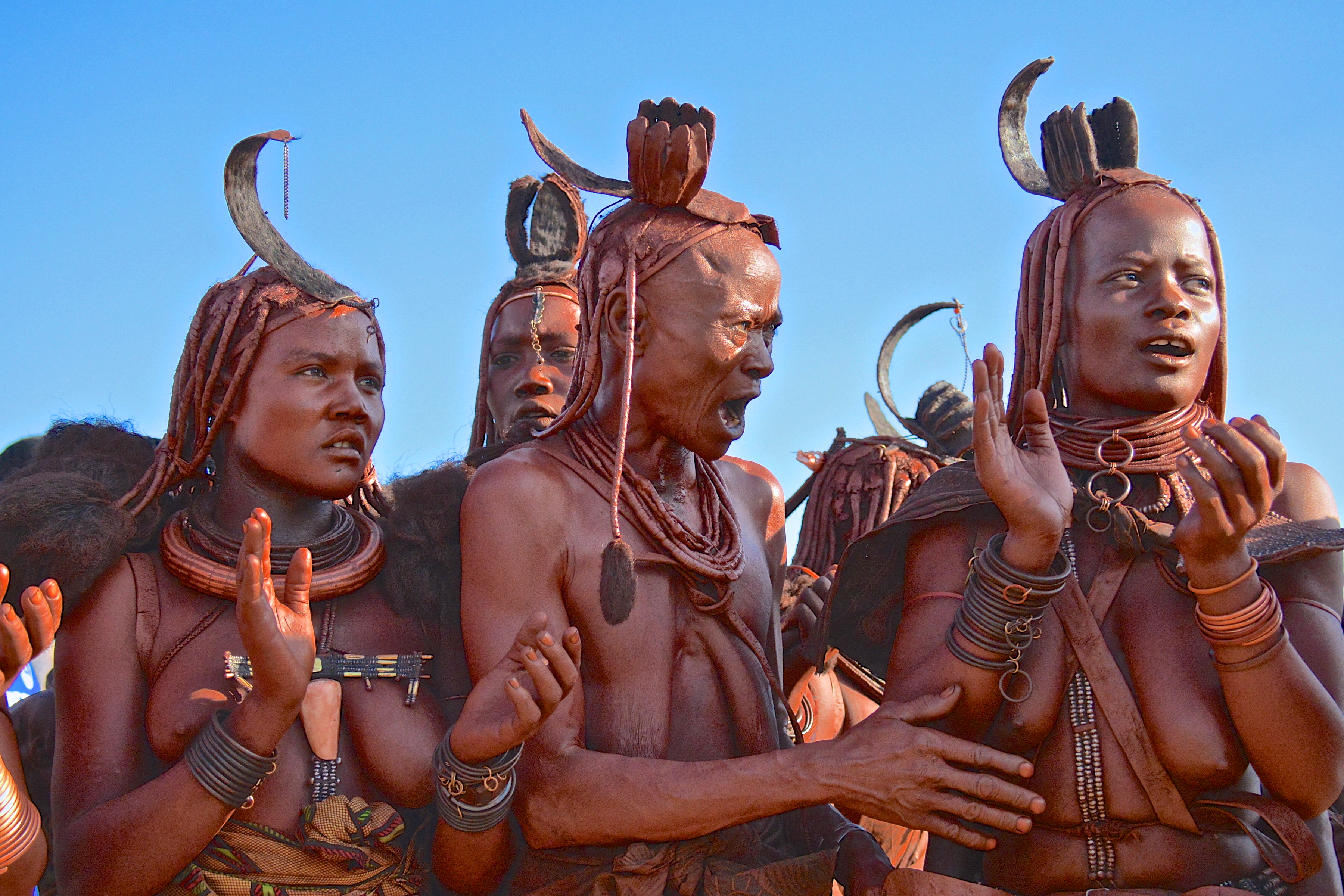
Grupo de mulheres himba
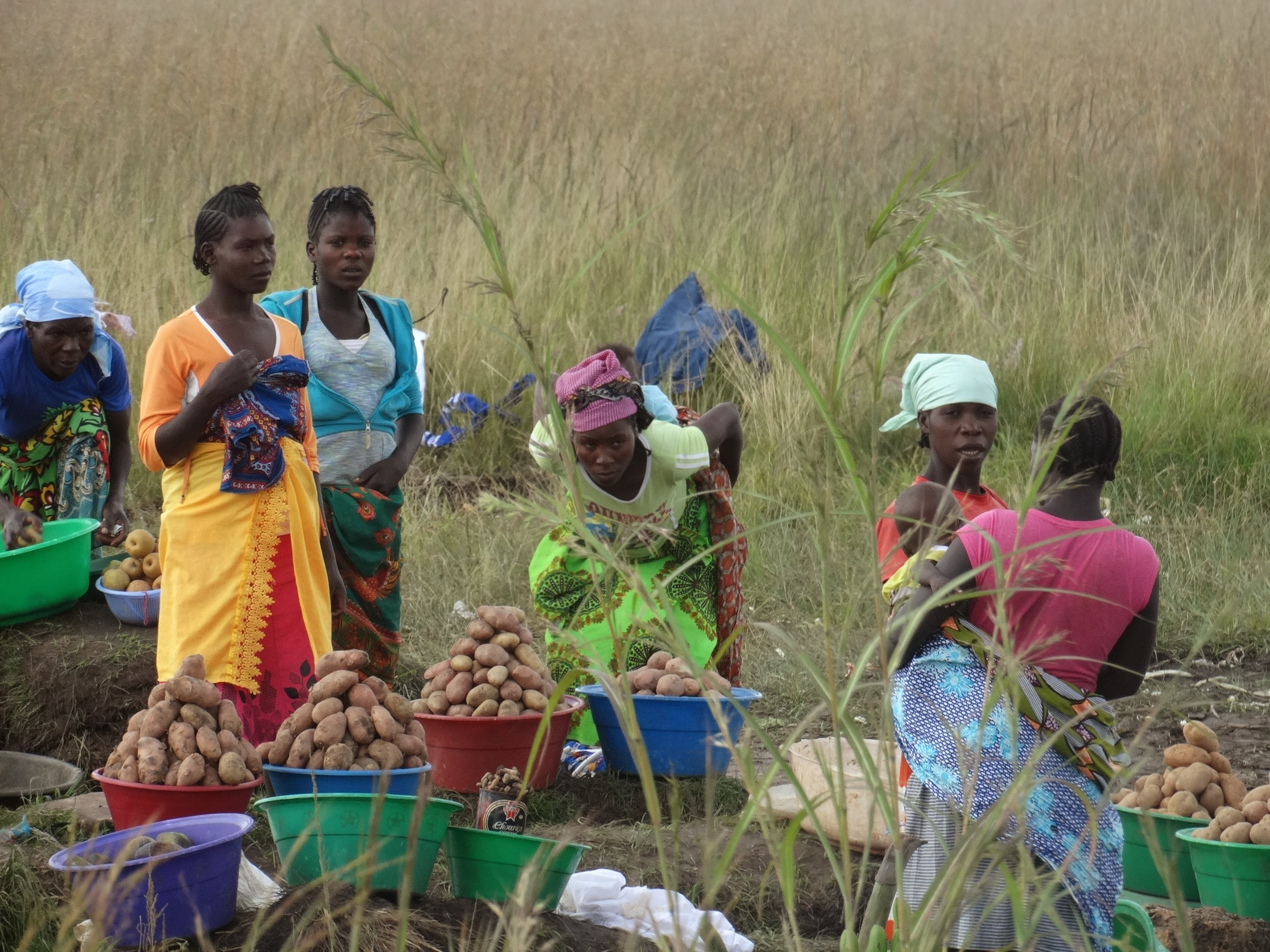
Agricultoras vendendo batatas, na Estrada Huambo-Bié
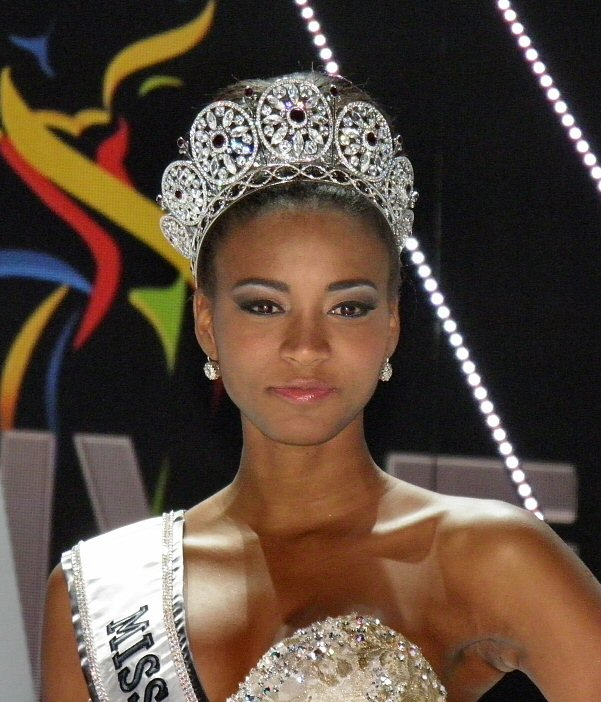
Leila Lopes, Miss Universo de 2011

## References
1. ↑  «Labor force participation rate, female (% of female population ages 15-64) (modeled ILO estimate) - Data». data.worldbank.org
2. ↑  «Hoje é Dia da Mulher Angolana». Agência Angola Press. 2 de março de 2015. Consultado em 1 de março de 2020
3. ↑  «Angola - Global Gender Gap Index». Consultado em 1 de março de 2020
4. ↑  «Population, female - Angola» (em inglês). Banco Mundial. Consultado em 1 de março de 2020
5. ↑  «Population, female (% of total population)» (em inglês). Banco Mundial. Consultado em 1 de março de 2020
6. 1 2  «Gender and Land Rights Database». Organização das Nações Unidas para Alimentação e Agricultura. Consultado em 1 de março de 2020
7. ↑  Stewart, Rebekah (28 de julho de 2014). «Making women's rights a reality in Angola» (em inglês). Search for Common Ground. Consultado em 1 de março de 2020
8. ↑  «Angola: Número de mulheres em cargos decisórios ainda aquém das expetativas». DW. Consultado em 1 de março de 2020
9. ↑  Tripp, Aili Mari. Women and Power in Post-Conflict Africa. Cambridge University, 2015.
10. 1 2  Ducados, Henda. "Angolan women in the aftermath of conflict." From Military Peace to Social Justice? The Angolan Peace Process (2004).
11. ↑  «Angola: Número de mulheres em cargos decisórios ainda aquém das expetativas». DW. 9 de novembro de 2018. Consultado em 1 de março de 2020
12. ↑  Sambanje, M N, and B Mafuvadze. “Breast cancer knowledge and awareness among university students in Angola.” Pan African Medical Journal, 6  de abril de 2012. African Journals Online.
13. ↑  Oladimeji, Kelechi Elizabeth; Tsoka-Gwegweni, Joyce M.; Igbodekwe, Franklin C.; Twomey, Mary; Akolo, Christopher; Balarabe, Hadiza Sabuwa; Atilola, Olayinka; Jegede, Oluwole; Oladimeji, Olanrewaju (25 de novembro de 2015). «Knowledge and Beliefs of Breast Self-Examination and Breast Cancer among Market Women in Ibadan, South West, Nigeria». PLOS ONE (em inglês). 10 (11): e0140904. PMC 4659560. PMID 26606137. doi:10.1371/journal.pone.0140904
14. ↑  «Angolanas marcham pela despenalização do aborto». DW. 18 de março de 2017. Consultado em 1 de março de 2020
15. ↑  «Angola despenaliza homossexualidade e permite aborto em certos casos». G1. 24 de janeiro de 2019. Consultado em 1 de março de 2020